# Sultano di Kelantan
Sultano di Kelantan è il titolo del sovrano costituzionale di Kelantan, uno dei tredici Stati della Malaysia.

## Storia
Il Kelantan è sempre stato un potente sultanato con legami commerciali con le civiltà cinese, indiana e siamese. Dopo essere stato uno stato tributario del Majapahit e del Srivijaya nei secoli XIII e XIV, cadde prima sotto il potere del Siam e poi del sultanato di Malacca nel XV secolo. Dopo la conquista portoghese della Malacca del 1511, il Kelantan fu diviso in diversi regni minori. Questi vennero conquistati ancora una volta dal Siam e sottoposti al vicino sultanato di Pattani.
Nel 1760 il raja di Kubang Labu, identificato dalle fonti sia come Long Muhammad che come Long Pandak, riuscì a riunire i territori sotto un unico sovrano. Quattro anni più tardi, fu rovesciato da Long Yunus, un aristocratico signore della guerra di origine Pattani, che occupò il trono e si proclamò raja di Kelantan. Dopo la morte di Yunus nel 1795, il controllo dello Stato passo al vicino Terengganu. Nel 1800 Long Muhammad, figlio di Yunus, si autoproclamò sultano Muhammad I. Nel 1812 venne accettato dal Siam come governante tributario separato.

## Residenze

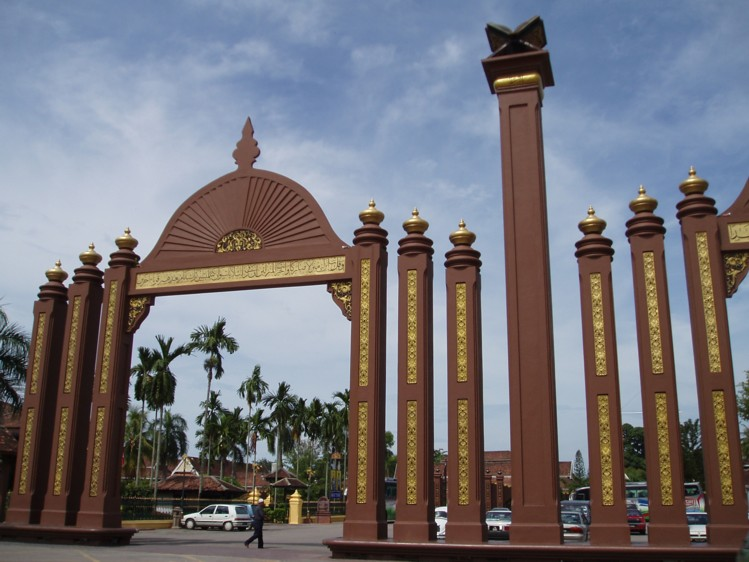
Il palazzo del sultano a Kota Bharu.

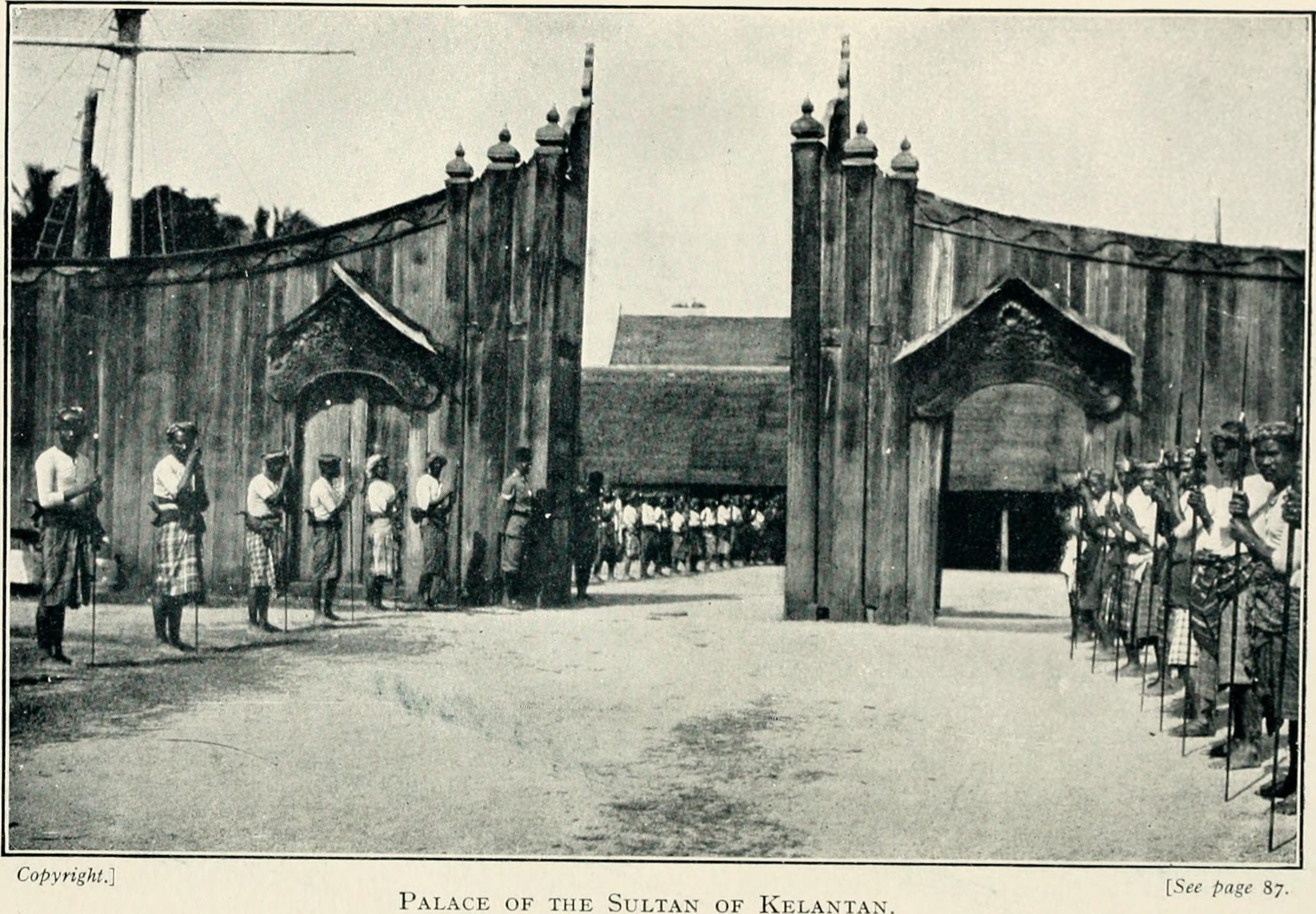
La residenza del sultano nel 1912.

- Istana Negeri (Palazzo di stato): situato a Kubang Kerian, un quartiere di Kota Bharu, è la residenza ufficiale dell'attuale sovrano Muhammad V. In questa residenza si tengono una serie di cerimonie ufficiali.[2]

- Istana Mahkota (Palazzo della corona): situato a Kubang Kerian, è la residenza ufficiale dell'ex sultano Ismail Petra e di sua moglie.[2]

- Istana Balai Besar (Palazzo della grande sala): situato nel centro della città di Kota Bharu, fu costruito nel 1840 per ordine del sultano Muhammad II. Sostituì il vecchio palazzo di Kota Lama come centro amministrativo del sultanato e servì anche come residenza per diversi sultani. Dopo il suo completamento, la città dove si trova il palazzo fu chiamata Kota Bharu (che significa "nuovo forte") e più tardi divenne la capitale dello Stato di Kelantan. Oggi serve come palazzo principale per le funzioni cerimoniali dello Stato.[2]

- Istana Telipot (Palazzo Telipote): si trova a Kota Bharu e serviva, fino a poco tempo, come residenza ufficiale dell'attuale sultano mentre era erede al trono.[2]

- Istana Kota Lama (Palazzo del vecchio forte): situato sulle rive del fiume Kelantan, è l'antico palazzo del sultanato moderno e fu la residenza ufficiale dei sultani dell'inizio del XIX secolo. La sua vicinanza al fiume lo rendeva soggetta a inondazioni e pertanto fu sostituito dall'Istana Balai Besar nel 1840 e successivamente rinominato (Kota Lama significa "vecchio forte"). Tuttavia continua ad essere utilizzato come una delle residenze ufficiali dei reali kelantesi.[2]

- Istana Jahar (Palazzo Jahar): situato nel centro di Kota Bharu, venne costruito nel 1887 dal sultano Ahmad per il figlio ed erede Muhammad III. Il nome Jahar deriva da un albero che si trova all'ingresso noto anche come "fiamma della foresta". Oggi ospita il Museo delle tradizioni e delle cerimonie reali.[2]

- Istana Batu: situato nel centro di Kota Bharu, fu completato nel 1939 sotto il regno di Ismail I. Venne costruito come regalo di nozze per il nipote e successore Yahya Petra. In seguito fu la residenza del successivo principe ereditario Ismail Petra. Oggi ospita il Museo reale.[2]

## Elenco

### Dinastia Jambi
| N. | Nome                                                   | Ritratto | Inizio regno | Fine regno |
| -- | ------------------------------------------------------ | -------- | ------------ | ---------- |
| 1  | Raja Sang Tawal                                        |          | 1267         | 1339       |
| 2  | Mahmud ibnu 'Abdu'llah                                 |          | 1339         | 1362       |
| 3  | Baki Shah ibni al-Marhum Sultan Mahmud                 |          | 1362         | 1418       |
| 4  | Sadik Muhammad Shah ibni al-Marhum Sultan Baki Shah    |          | 1418         | 1429       |
| 5  | Iskandar Shah ibni al-Marhum Sultan Baki Shah          |          | 1429         | 1467       |
| 6  | Mansur Shah ibni al-Marhum Sultan Iskandar Shah        |          | 1467         | 1522       |
| 7  | Gombak ibni al-Marhum Sultan Mansur Shah               |          | 1522         | 1526       |
| 8  | Ahmad Shah ibni al-Marhum Raja Mansur                  |          | 1526         | 1547       |
| 9  | Mansur Shah ibni al-Marhum Sultan Ahmad Shah           |          | 1547         | 1561       |
| 10 | Ibrahim ibni al-Marhum Sultan Mansur                   |          | 1561         | 1565       |
| 11 | Raja Umar bin Raja Ahmad                               |          | 1565         | 1570       |
| 12 | Paduka Sri Sultan Ibrahim ibni al-Marhum Sultan Mansur |          | 1570         | 1579       |

### Dinastia Champa
| N. | Nome                                                         | Ritratto | Inizio regno | Fine regno |
| -- | ------------------------------------------------------------ | -------- | ------------ | ---------- |
| 13 | Addil ud-din ibni al-Marhum Nik Jamal ud-din (prima volta)   |          | 1579         | 1597       |
| 14 | Muhammad ibni al-Marhum Sultan Ibrahim                       |          | 1597         | 1602       |
| 15 | Addil ud-din ibni al-Marhum Nik Jamal ud-din (seconda volta) |          | 1602         | 1605       |
| 16 | Samir ud-din ibni al-Marhum Nik Jamal ud-din                 |          | 1605         | 1616       |
| 17 | 'Abdu'l Kadir ibni al-Marhum Sultan Samir ud-din             |          | 1616         | 1637       |
| 18 | Sakti I ibni al-Marhum Sultan 'Abdu'l Kadir                  |          | 1637         | 1649       |
| 19 | Raja Loyor bin Raja Sakti I                                  |          | 1649         | 1663       |
| 20 | Interregno guidato dalla regina Puteri Saadong               |          | 1663         | 1667       |
| 21 | Ratu Sa'adong I                                              |          | 1667         | 1671       |
| 22 | Abdul Rahim ibni al-Marhum Sultan Samir ud-din Bahar         |          | 1671         | 1676       |
| 23 | Omar Ibni Al-Marhum Raja Sakti I                             |          | 1675         | 1721       |

### Dinastia Patani
| N. | Nome                                                 | Ritratto | Inizio regno      | Fine regno        |
| -- | ---------------------------------------------------- | -------- | ----------------- | ----------------- |
| 24 | Long Bahar                                           |          | 1721              | 1734              |
| 25 | Long Sulaiman (prima volta)                          |          | 1734              | 1739              |
| 26 | Interregno dovuto alla prima guerra civile kelantese |          | 1739              | 1746              |
| 27 | Long Sulaiman (seconda volta)                        |          | 1746              | 1756              |
| 28 | Long Pandak                                          |          | 1756              | 1758              |
| 29 | Long Muhammad                                        |          | 1758              | 1763              |
| 30 | Long Yunus                                           |          | 1765              | 1795              |
| 31 | Tengku Muhammad                                      |          | 1795              | 1800              |
| 32 | Muhammad I                                           |          | 1800              | 1835              |
| 33 | Muhammad II e Tengku Long Zainal (congiuntamente)    |          | 1835              | 1836              |
| 34 | Muhammad II                                          |          | 1836              | 30 ottobre 1886   |
| 35 | Ahmad                                                |          | 30 ottobre 1886   | 8 marzo 1890      |
| 36 | Muhammad III                                         |          | 8 marzo 1890      | 11 maggio 1891    |
| 37 | Mansur                                               |          | 11 maggio 1891    | 18 giugno 1900    |
| 38 | Muhammad IV                                          |          | 18 giugno 1900    | 23 dicembre 1920  |
| 39 | Ismail                                               |          | 23 dicembre 1920  | 20 giugno 1944    |
| 40 | Ibrahim IV                                           |          | 21 giugno 1944    | 9 luglio 1960     |
| 41 | Yahya Petra                                          |          | 10 luglio 1960    | 29 marzo 1979     |
| 42 | Ismail Petra                                         |          | 30 marzo 1979     | 13 settembre 2010 |
| 43 | Muhammad V                                           |          | 13 settembre 2010 | in carica         |